# Контія
Контія (Contia) — рід неотруйних змій родини Вужеві. Має 2 види. Інша назва «гострохвоста змія». Деякий час цей рід поєднували з родом Ейреніс.

## Опис
Загальна довжина представників цього роду коливається від 30 до 45 см. Спостерігається статевий диморфізм — самиці більші за самців. Голова невелика. Тулуб досить тонкий. Особливістю цих змій є різко виступаючі хребці на хвості. Звідси вони й отримали іншу назву. забарвлення коричневе, цегляно—червоне, рожеве, оливкове, помаранчеве.

## Спосіб життя
Полюбляють сухі, глинясті, лісові місцини. Ведуть потайний спосіб життя. Вдень ховаються під каміння, колодами, часто зариваються у ґрунт. Активні вночі. Харчуються безхребетними.
Це яйцекладні змії. Самиці відкладають до 20 яєць.

## Розповсюдження
Мешкають у штатах США: Каліфорнія, Вашингтон, Орегон, у провінції Канади: Британська Колумбія.

## Види
- Contia longicaudae
- Contia tenuis